# ألينا كارتاشوفا
ألينا فلاديميروفنا كارتاشوفا (بالروسية: Алёна Владимировна Карташо́ва) هي مصارعة حرة روسية ولدت في يوم 23 يناير 1982 في مدينة أنغارسك في روسيا. أبرز انجازاتها هو فوزها بالميدالية الفضية في دورة الألعاب الأولمبية الصيفية 2008 في بكين.